# Hermann Liebmann
Hermann Liebmann (* 18. August 1882 in Paunsdorf; † 6. September 1935 in Leipzig) war ein deutscher Politiker (SPD). Er war von April 1923 bis Januar 1924 Innenminister Sachsens und von 1926 bis 1929 Vorsitzender der SPD-Fraktion im Sächsischen Landtag. Von 1933 bis 1935 inhaftiert, starb er kurz nach seiner Entlassung an den Folgen von Misshandlungen, die ihm die Nationalsozialisten im Konzentrationslager zugefügt hatten.

## Leben und Wirken
Liebmann erlernte den Beruf eines Formers und trat nach zweijährigem Militärdienst 1905 in die SPD ein. Von 1913 bis 1933 war Liebmann als Redakteur der Leipziger Volkszeitung tätig.
Gemeinsam mit dem überwiegenden Teil der Leipziger sozialdemokratischen Parteiorganisation trat er 1917 aus Protest gegen die Burgfriedenspolitik des Berliner Parteivorstandes der SPD der USPD bei. Im November 1918 war er Mitglied im engeren Ausschusses des Leipziger Arbeiter- und Soldatenrats.
Von 1919 bis 1933 war Liebmann Mitglied des sächsischen Landtags, zuerst als Sekretär der USPD-Landtagsfraktion, ab 1922 wieder der Fraktion der Vereinigten Sozialdemokratischen Partei. Gleichzeitig war er Stadtverordneter in Leipzig. Am 1. April 1923 wurde Liebmann sächsischer Innenminister und stellvertretender Ministerpräsident unter Erich Zeigner (SPD). Vom 31. Oktober 1923 bis zum 4. Januar 1924 bekleidete er dieses Amt unter Alfred Fellisch. Von 1924 bis 1926 war Liebmann stellvertretender Vorsitzender, von 1926 bis 1929 Vorsitzender und 1930 bis 1933 Beisitzer der SPD-Landtagsfraktion.
Liebmann wurde 1933 verhaftet und war bis 1935 im KZ Hohnstein sowie im KZ Colditz in Gefangenschaft. Er wurde während dieser Zeit auf Befehl des Reichsstatthalters Martin Mutschmann ständig schwer misshandelt. Bei seiner Entlassung war er schwer krank und starb im Israelitischen Krankenhaus in Leipzig— so die Angabe der Exilzeitung Neuer Vorwärts – kurz danach an den Folgen der Folterungen. Sein Grab befindet sich auf dem Friedhof Leipzig-Sellerhausen.

## Sächsischer Innenminister
Liebmann richtete sein Augenmerk vor allem auf die Bekämpfung rechter Aktivitäten. So enttarnte er Anfang 1923 die Lesergemeinschaft der Sächsischen Landeszeitung als verdeckte Weiterführung des verbotenen Deutschvölkischen Schutz- und Trutzbundes und ließ ihre Waffen und antisemitischen Flugblätter beschlagnahmen. Dem Landtag erstattete er Bericht über die nationalistischen Umtriebe der Loge „Deutscher Herold“ und des Deutschnationalen Handlungsgehilfenverbandes, der Deutschen Bauernhochschule in Hellerau und im Kasino der jungen Landwirte. Ebenso zeigte er die Verbindungen des Dresdner Bürgerrates zur Deutschvölkischen Freiheitspartei, warnte auch vor rechten Stützpunkten im Vogtland, die Verbindungen zur sogenannten Organisation Escherich („Orgesch“) und zur NSDAP in Bayern aufrechterhielten. Er machte es sich zur Pflicht, „die Gefahren, die der Republik durch solche Bestrebungen drohen, nach Möglichkeit zu bannen.“ (Ministerrede vom 17. April 1923)

## Ehrungen

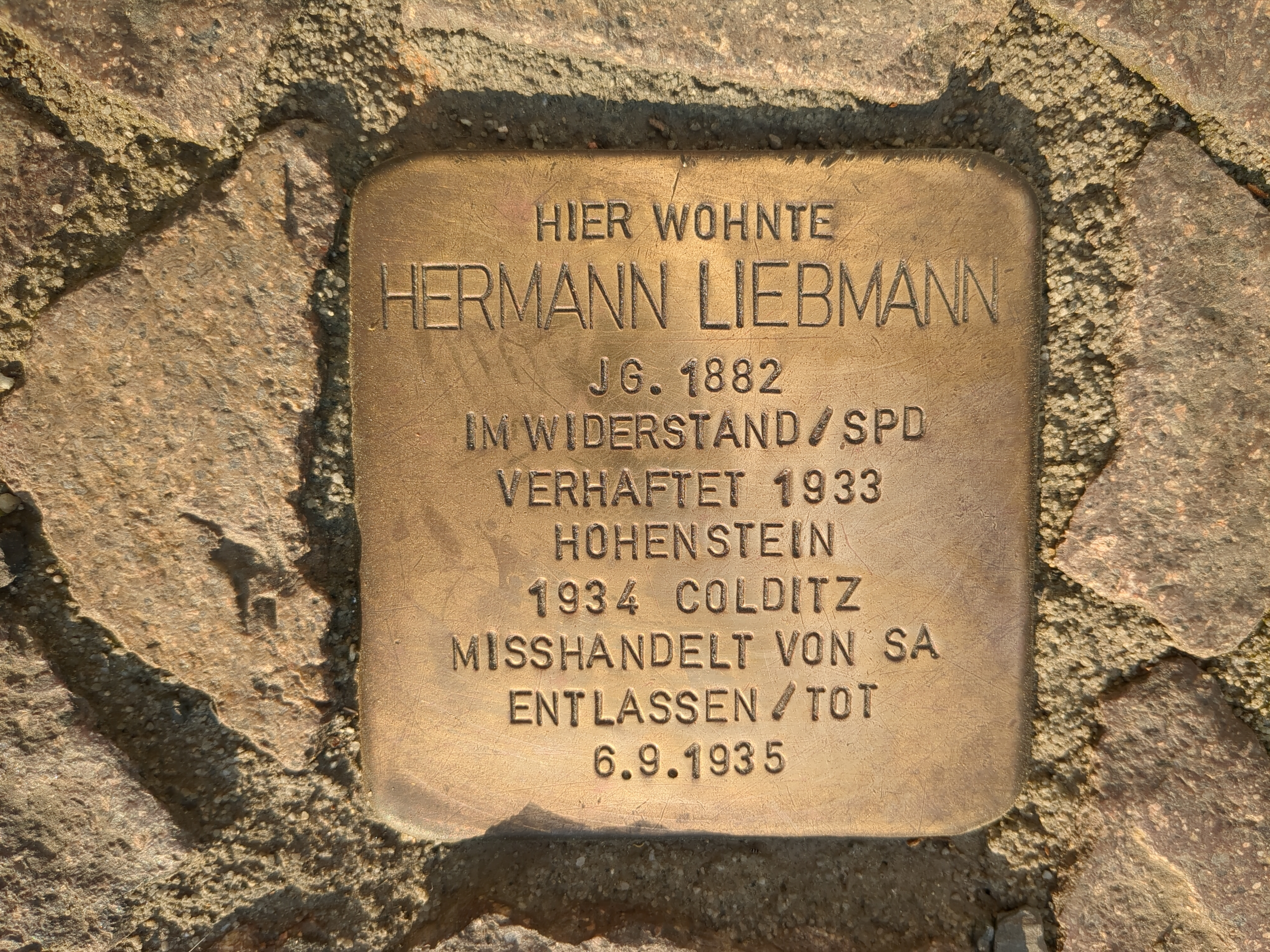
Stolperstein in Sellerhausen

- Seit Mai 1945 trägt die frühere Kirchstraße in Volkmarsdorf seinen Namen.
- Bis zu ihrer strukturbedingten Schließung im Jahr 1992 trug die Hermann-Liebmann-Oberschule in Leipzig seinen Namen.
- Am 29. Juni 2004 wurde vom Leipziger Oberbürgermeister Wolfgang Tiefensee die nach ihm benannte Hermann-Liebmann-Brücke eingeweiht.[3] Eine an gleicher Stelle bestehende Brücke musste zwei Jahre zuvor abgerissen werden.
- Am 21. März 2015 verlegte der Künstler Gunter Demnig in der Plaußiger Straße 25, an der Ecke Cunnersdorfer Straße, einen seiner Stolpersteine zur Erinnerung an Liebmann (siehe Liste der Stolpersteine in Leipzig).

## Publikationen
- Die Politik der Generalkommission.. Ein Sündenregister der Zentralvorstände der freien Gewerkschaften Deutschlands und ein Wegweiser für die Zukunft. Leipziger Buchdruckerei, Leipzig 1919.
- Zweieinhalb Jahre Stadtverordnetentätigkeit der USP in Leipzig. Bearbeitet von Hermann Liebmann. Leipziger Buchdruckerei, Leipzig 1921.
- Neun Monate sächsische Koalitionspolitik. Leipzig (1924).